# Ужские говоры словацкого языка

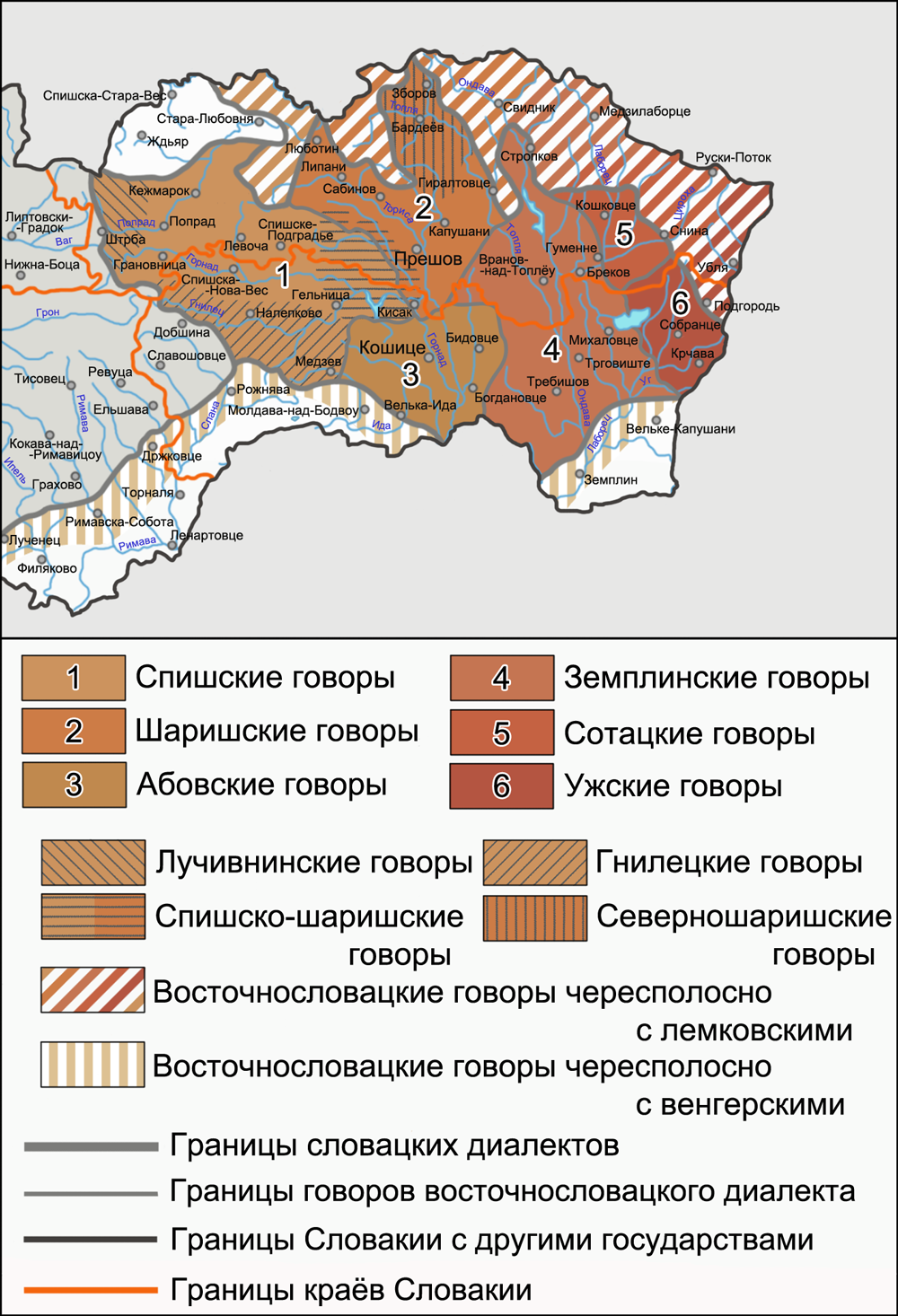
Ужские говоры на карте восточнословацкого диалекта

У́жские го́воры (ужский диалект) (словац. užské nárečia, užština) — говоры восточнословацкого диалекта, распространённые в крайне восточной части восточнословацкого языкового ареала на границе Словакии и Украины (на территории исторической области Уг). Вместе с земплинскими и сотацкими образуют восточный ареал восточнословацких говоров согласно классификациям таких диалектологов, как К. Палкович (K. Palkovič), Р. Крайчович (R. Krajčovič), М. Семянова (M. Semjanová) и других; в классификации, опубликованной в «Атласе словацкого языка» (Atlas slovenského jazyka) под редакцией Й. Штольца (J. Štolc), ужские вместе с сотацкими также относятся к восточному ареалу восточнословацких говоров, но без земплинских говоров, включённых в центральный ареал с шаришскими говорами.
К наиболее ярким языковым особенностям ужских говоров относят: произношение суженного гласного [ẹ] в случаях типа hňẹu̯,  ch’lẹu̯, hvẹzda; произношение суженного гласного [ọ] в случаях типа nọž, stọl, kọň; билабиальный [u̯] на месте конечного /l/: pou̯, zhiňuu̯, kričiu̯ и т. п.
Некоторые ужские диалектные черты в числе других восточнословацких черт распространены в говорах словаков Закарпатской области Украины.
Значительный вклад в изучение ужских говоров внёс Штефан Липтак.

## Вопросы классификации
Традиционно ужские говоры рассматривались как часть земплинских говоров в соответствии с разделением восточнословацкого диалекта по границам исторических областей восточной Словакии, сформировавшихся в пределах административно-территориальных единиц Венгерского королевства — комитатов, в частности ужские говоры не выделяли из земплинских П. Ондрус (P. Ondrus), 1961, и Ф. Буффа (F. Buffa), 1962.
Во всех современных работах по диалектологии словацкого языка ужские говоры рассматриваются как самостоятельная группа говоров и включаются в восточный ареал восточнословацкого диалекта, различается только состав выделяемых говоров в восточном ареале вместе с ужскими. Так, в классификациях К. Палковича (K. Palkovič), 1981; Р. Крайчовича (R. Krajčovič), 1988, и других диалектологов ужские говоры объединяются вместе с земплинскими и сотацкими как восточные говоры, противопоставляясь западным — спишским, шаришским и абовским. Таким же образом дифференцированы говоры восточнословацкого диалекта на диалектологической карте И. Рипки (I. Ripka), 2001, опубликованной в «Атласе населения Словакии» (Atlas obyvatel’stva Slovenska). М. Семянова (M. Semjanová), 1976, относила ужские говоры к сотацко-ужскому диалектному ареалу (включающему соответственно сотацкие и ужские говоры), который противопоставляла земплинскому диалектному ареалу (включающему верхние, средние и нижние говоры) в рамках восточных восточнословацких говоров. На диалектологической карте, опубликованной в «Атласе словацкого языка» (Atlas slovenského jazyka), 1968, ужские вместе с сотацкими говорами отнесены к восточным восточнословацким говорам и противопоставлены юго-западным — спишским, абовским и юго-западным шаришским (uhozápadošarišské nárečia), а также центральным — земплинским и шаришским (северным и центральным без юго-западных). Такая же классификация изложена Й. Штольцем (J. Štolc) в «Словацкой диалектологии» (Slovenska dialektologia) 1994 года.

## Область распространения
Ужские говоры распространены в восточной части Восточнословацкой низменности к югу от Вигорлатских гор (в нижнем течении реки Уг (Уж) и в долинах её притоков, таких, как Черна Вода, Окна и других). Данная территория относится главным образом к исторической области Уг (северо-западной части области Унг — бывшего комитата Венгерского королевства) — в современном районе Собранце восточной части Кошицкого края.
В западной части к ареалу ужских говоров примыкает земплинский ареал, с северо-запада и севера — ареал сотацких говоров, на северо-востоке ужские говоры граничат с говорами лемковского диалекта, на востоке — с закарпатскими говорами. С юго-востока к ужским говорам примыкает область распространения венгерского языка.
Смешанные ужско-земплинские говоры распространены в сёлах Доманинцы (Domanynci) и Сторожница, смешанные ужско-сотацкие говоры распространены в селе Камяницка Гута (Kamianycka Huta) Закарпатской области Украины.

## Особенности говоров
Ужские говоры разделяют все диалектные особенности, характерные для восточнословацкого диалекта в целом, в числе которых отмечаются:
1. Сочетания roT-, loT- на месте праславянских сочетаний *orT-, *olT- не под акутовым ударением: lokec «локоть», rokita «ракита», loňi «в прошлом году» и т. п.
2. Наличие на месте праславянского носового ę после губных согласных /e/ (в кратком слоге): meso «мясо», hovedo «скотина», dzevec «девять» и т. п. и /ɪ̯a/ (в долгом слоге): pamɪ̯atka «память», «памятник», dzevɪ̯ati «девятый» и т. п.
3. Отсутствие долгих гласных: mam «(я) имею», davam «(я) даю», luka «луг», dobri «добрый», «хороший» и т. п.
4. Сочетания плавных с гласным на месте слоговых [r̥] и [l̥]: /ar/ (tvardi «твёрдый»); /er/ (śerco «сердце»); /ir/ (virba наряду с vɪ̯erba/verba «верба»); /ri/; /al/ (halboki «глубокий»); /el/ (vil’k/vel’k «волк»); /ol/, /ul/ (polno/pulno «полно»), /lu/ (slunko «солнце»), /li/ (hl’iboko «глубоко»).
5. Изменение мягких /t’/ и /d’/ в [c], [dz]: dzeci «дети», dzedzina «деревня», cixo «тихо», volac «звать» и т. п.
6. Окончание существительных -och, общее для форм родительного и местного падежа множественного числа всех трёх родов: bratox «братьев», «о братьях», ženox «женщин», «о женщинах», mestox «городов», «о городах», и окончание -om, общее для форм дательного падежа множественного числа всех трёх родов: bratom «брату», ženom «женщине», mestom «городу»;
7. Наличие таких форм прошедшего времени глагола byt’ «быть» как bul «он был», bula «она была», bulo «оно было», bul’i «они были» и другие диалектные черты.

Кроме этого в ужских говорах отмечается ряд языковых явлений, общих с сотацкими говорами (в ареале к востоку от реки Лаборец), к которым относят:
1. Разноместное ударение.
2. Произношение сдвоенного /nn/ в словах типа kamenni, slamenni, panna и т. п.
3. Наличие звука [š] в группе /str/: štreda, štriblo и т. п.
4. Окончание -oma существительных мужского рода в форме творительного падежа множественного числа: s chlapoma, ušoma, ženoma, l’icoma и т. п.
5. Окончания -u глаголов 1-го лица единственного числа в настоящем времени: muśu, spadnu, beru и т. п.

Среди собственных местных диалектных черт ужских говоров отмечаются такие, как:
1. Распространение форм типа dziu̯četa, praśeta, которым в земплинских и сотацких говорах противопоставляются формы на -ata.
2. Произношение суженного гласного [ẹ] в случаях типа hňẹu̯,  ch’lẹu̯, hvẹzda, dzẹu̯ka, bẹli и т. п.
3. Произношение суженного гласного [ọ] в случаях типа nọž, stọl, kọň, stọj и т. п.
4. Наличие билабиального [u̯] на месте /l/ в конце слова: pou̯, zhiňuu̯, kričiu̯, l’ežiu̯ и т. п.